# Любязь
Лю́бязь (укр. Люб'язь) — село в Любешовской поселковой общине Камень-Каширского района Волынской области Украины.
До 2020 года входило в Любешовский район.
Код КОАТУУ — 0723186401. Население по переписи 2001 года составляет 1061 человек. Почтовый индекс — 44235. Телефонный код — 3362. Занимает площадь 1,268 км².